# Kneževina Antiohija
Kneževina Antiohija bila je križarska država koja je postojala na području današnje sjeverne Sirije i južne Turske. 
Osnovana je za vrijeme Prvog križarskog rata (1098.) nakon znamenite opsade Antiohije, kada je njenim prvim vladarom postao Bohemund I. Postojanje Kneževine je, pogotovo u prvim desetljećima, bilo obilježeno razmiricama s drugim križarskim državama, sukobima s muslimanskim susjedima, ali i Bizantom, čiji su carevi sredinom 12. st. uspjeli na neko vrijeme od antiohijskih kneževa pridobiti svoje vazale. 
U drugoj polovici 12. st. je Antiohija bila preslaba da sudjeluje u Trećem križarskom ratu, ali se uz podršku talijanskih pomorskih republika oduprla Saladinu. Sredinom 13. st. se kao vazal podvrgnula mongolskom Hulagu-kanu, ali je 1268. prestala postojati kada je Antiohiju osvojio egipatski mamelučki vladar Baibars.

## Povijest

### Osnivanje
Sin Roberta Guiscarda i njegove prve žene Alberade (rođen oko 1057.), Bohemund I. je kršten kao Marko, ali je dobio nadimak po legendarnom divu Bohemundu. Nadimak mu je pristajao jer je bio idealno visok i snažan vitez, u riječima suvremenika "čudesna pojava". Bohemund se uključio u ratove svoga oca i iskazao se kao borac i vođa. Bohemundovo djetinjstvo je slabo zabilježeno, pa čak i točan datum rođenja nije poznat. Godine 1079. postao je zapovjednikom postrojbe vojske svoga oca. U međuvremenu je njegova maćeha, Sigelgaita, rodila nasljednika, Rogera Borsu. Bohemund je bez sumnje rano u životu osjetio da neće imati baštinu zbog polubrata i da će morati tražiti zemljište i bogatstvo u oslabljenom Bizantskom Carstvu.
Godine 1081. Bohemund je kao zapovjednik očeve vojske zauzeo Avlonu, grad južno od Drača. Iste godine, Aleksije I. Komnen postao je bizantski car i prijetnja Normanima. Više od tri desetljeća trajalo je rivalstvo između Bohemunda i Aleksija. U početnoj borbi, od 1081. do 1085., Bohemond i njegov otac došli su jako blizu zauzimanju zapada grčkoga carstva. Normanska vojska izvojevala je nekoliko sjajnih pobjeda, ali je Aleksije istjerao Bohemunda iz Larise u Tesliji 1083., a smrt Roberta Guiscarda 1085. godine ostavila je Bohemunda bez baštine i s malo nade za uspjeh protiv Bizanta. Sljedeće četiri godine, Roger Borsa dopustio je Bohemundu da stekne uporište u Bariju, gdje je čekao još jednu priliku za napad na Aleksija.
Prilika je došla kada je papa Urban II. pokrenuo Prvi križarski rat u studenom 1095. godine, nudeći nagradu na ovom i onom svijetu za one koji su otjeraju Saracene sa Svetog groba. Kad je riječ došla do Bohemunda, krenuo je prema Istoku. On i mali odred Normana prijeđoše grčku zemlju zimi 1096. – 1097. s nekoliko incidenata. Pri prolazu kroz Carigrad, iz predostrožnosti, uspostavio je prijateljske odnose s carem Aleksijem. Potonji je uspio dobiti zakletve većine križarskih vođa, uključujući i Bohemunda, te im pomogao prijeći Bospor. Požurivao ih je obećanjima pomoći ako vrate suverenitet caru nad nekoć bizantskim teritorijem koji su držali muslimani. U narednim kampanjama protiv Turaka Seldžuka, Bohemund se istaknuo u Niceji, Dorileji i Antiohiji, koju je opsjedao od listopada 1097. do 3. lipnja 1098. godine. Grad Antiohija pao je u križarske ruke zahvaljujući njegovoj lukavosti i pregovorima s izdajnikom. Nakon kratkog i neuspješnog turskog protuudara, tijekom kojeg je Bohemund više-manje preuzeo zapovjedništvo, križari su pregrmili ljeto i jesen.
Kad je križarska vojska nastavila dalje na jug prema Jeruzalemu u siječnju 1099., Bohemund je ostao de facto vladar Antiohije, iako njegov zahtjev nije bio otvoreno podržan zbog straha od kršenja zakletve Aleksiju. Normanski vojvoda nije sudjelovao u zauzimanju Jeruzalema, već je, zbog nastupa, kasnije otputovao do Svetoga groba. Odlaskom mnogih križara u svoje domovine, Bohemund je ostao u Antiohiji. Čini se kako je Bohemund 1100. bio predodređen za uspostavljanje velike kneževine u Antiohiji; imao je dobar teritorij, dobar strateški položaj i snažnu vojsku. Ipak, morao se suočiti s dvije velike sile: Bizantskim Carstvom, koje je zahtijevalo sva njegova područja i jake muslimanske kneževine na sjeveroistoku Sirije. Između ove dvije sile, nije uspio. Pogriješio je krenuvši u rat protiv emira Sebasteje (današnji Sivas u Turskoj), sjeverno od Antiohije. Upao je u zasjedu i držan je u zarobljeništvu mjesecima. Oslobođen 1103., vratio se Antiohiji i njezinim problemima.

### Rana povijest
Za dvije godine Bohemundova zarobljeništva, regent Antiohije je bio Tankred Hautevilleski (rođen oko 1075.), njegov nećak, koji je s Bohemundom krenuo u križarski rat. Tankred se istaknuo u Ciliciji, gdje je zauzeo Tarz od Turaka Seldžuka i došao u sukob s drugim istaknutim križarom, Baldvinom iz Boulogne (koji će poslije postati prvi jeruzalemski kralj). Odigrao je istaknutu ulogu u većini velikih bitaka križarskog rata, a nakon osvajanja Jeruzalema (1099.) dobio je titulu kneza Galileje. Nakon što se Bohemund vratio u Europu 1104., Tankred je trajno postao regent Antiohije, a također i Edese od 1104. do 1108. Postao je glavni latinski velikaš sjeverne Sirije. Stalno je ratovao s Turcima i Bizantincima sve do svoje smrti (1112.).
Godine 1105. Bohemund je došao u Bari po pojačanja za borbu s Bizantincima. U rujnu 1105. došao je u Rim i razgovarao s papom, a potom u ranu 1106. putovao kroz Francusku. Djeca su nazivana po njemu, mase su ga čule kako denuncira perfidnog Aleksija, a svetišta su primila relikvije iz njegovih ruku. U proljeće 1106. Bohemund se oženio Konstancom, kćerkom francuskog kralja Filipa I. Bohemund, koji je prije 30 godina bio bez zemlje, sada je bio na vrhuncu svoje karijere. Do rujna 1107. bio je spreman pokrenuti svoj križarski rat protiv Bizantinaca, a u roku od mjesec dana došao je s velikom vojskom u Avlonu. U idućim mjesecima, Drač se čvrsto držao protiv Normana, a Bohemund se susreo i s drugim nesrećama na tom području. Tražeći izlaz iz slijepe ulice, Aleksije, koji je želio okončati rat, ponudio je Bohemundu Antiohiju i neke druge grčke gradove u zamjenu za njegov vazalni položaj. Prihvaćajući ove uvjete, Bohemund je pretrpio poniženje iako je zadržao kontrolu nad Antiohijom.
Godine koje slijede nakon sklapanja ovoga nepovjerljivog mira slabo su zabilježene. Konstanca je Bohemundu rodila dva sina, od kojih je Bohemund II. poslije postao knez Antiohije. Bohemund je vjerojatno pokušao okupiti još jednu vojsku, ali ti napori su prekinuti njegovom smrću 1111. godine. Njegova borba s Bizantom je završena, a slijedio ga je njegov suparnik Aleksije, koji je umro 1118. godine. Dobivši nadimak po divu, Bohemund se borio protiv divovskih izgleda, a nasljednicima je ostavio jednu od najvažnijih križarskih država, Kneževinu Antiohiju. Povijest ga pamti kao zgodnog muškarca, genijalnog ratnika i nadarenog diplomata. Uz to, bio je i podmukao, obmanjiv i ambiciozan. Novi knez Antiohije je postao Roger.
Roger, normanski knez Antiohije (1112. – 1119.), koja je tada bila na vrhuncu moći. Sin kneza Rikarda Salernskoga, naslijedio je svoga ujaka Tankreda kao regent Antiohije 1112. Spriječio je pokušaj Turaka Seldžuka da zauzmu Siriju pobjedom u bitci kod Sarmina (14. rujna 1115.). Poginuo je u bitci na Krvavom polju. Bitka na Ager Sanguinisu, doslovno bitka na Krvavom polju, ponekad navođena i kao Bitka kod Balata ili Bitka kod Sarmade odigrala se 28. lipnja 1119. između snaga križarske Kneževine Antiohije i muslimanske vojske alepskog atabega Ilghazija na drugoj strani. U njoj je križarska vojska uništena gotovo do posljednjeg čovjeka. Iako je predstavljala najveću pobjedu muslimana nad križarima od početka križarskih ratova i iako se Antiohija od tog poraza nikada nije oporavila, njen neposredni efekti su Ilghazijevim porazom od strane jeruzalemskih križara kod bitci kod Haba nepuna dva mjeseca kasnije.
Bohemund II., sin Bohemunda I. i Konstance Francuske, rođen 1107. dolazi iz Apulije u Antiohiju 1126. godine. Antiohija je bila pod upravom regenta Baldvina II., kralja Jeruzalema od 1119., kada je u bitci na Krvavom polju ubijen raniji knez Roger. Ubrzo nakon dolaska u Antiohiju, Bohemund je oženio Alisu, mlađu Baldvinovu kćer. Nakon što se pridružio Baldvinu u napadu na Damask (1129.), u Ciliciji je ubijen od strane muslimanske vojske, u veljači 1130. Lokalni emir dao je balzamirati njegovu glavu i poslao je kao dar kalifu.  Naslijedio ga je Raymond od Poitiersa (engleski Raymond of Poitiers, francuski Raimond de Poitiers), mlađi sin Vilima VII., grofa Poitiersa, u zapadnosredišnjoj Francuskoj, rođen 1099.

### Odnosi s Bizantom
Godine 1135. jeruzalemski kralj Fulk, regent Antiohije (1131. – 1136.) u ime Konstance, jedine kćeri Bohemunda II. poslao je izaslanike da joj ponudi brak s Raymondom, koji je tada bio na dvoru engleskog kralja Henrika I. Raymond je stigao u Antiohiju u travnju 1136. i oženio devetogodišnju Konstancu te postao knez Antiohije. Bizantsko Carstvo je zahtijevalo Antiohiju još od Prvog križarskog rata (1095. – 1099.), kada su križari obećali uručiti grad carstvu, ali su ga zadržali za sebe. U kolovozu 1137. car Ivan II. Komnen stigao je u Antiohiju i prisilio Raymonda da pristane na predaju Antiohije u zamjenu za područje oko Alepa, koje je tek trebalo zauzeti od muslimana. U travnju i svibnju 1138. Raymond i Ivan borili su se s muslimanima s djelomičnim uspjehom. Ivan je s vojskom svečano ušao u Antiohiju, ali Raymond je uspio izbjeći Ivanov zahtjev za kontrolu tvrđave pa je Ivan uskoro otišao.
U rujnu 1142. Ivan, koji je bio u kampanji u Siriji, ponovno je zahtijevao predaju Antiohije u zamjenu za još neosvojenu kneževinu. Raymond je istjerao Bizantince iz Antiohije, koji su se pripremili za napad na grad. Ivan umire u travnju 1143., a Raymond, pokušavajući iskoristiti Ivanovu smrt, napada Ciliciju na sjeveru, ali je odbačen i otjeran u Antiohiju. Bizantske su trupe zatim opustošile zemlju sjeverno od grada, dok je njihova flota pljačkala obalu kneževine. Sljedeće godine Edesa je pala u ruke muslimane, izlažući Antiohiju napadima sa sjeveroistoka. Stoga je Raymond posjetio Carigrad 1145. kako bi se pomirio s Ivanovim nasljednikom Manuelom I Komnenom.
U proljeće 1148. u Antiohiju je stigao francuski kralj Luj VII., jedan od vođa Drugoga križatskog rata, zajedno sa suprugom Eleanor Akvitanskom. Raymond je mudro nagovarao Luja za napad Alep, sjevernu sirijsku bazu muslimanskog vođe Nur ad-Dina. Međutim, zbog vjerskih razloga, Luj je odlučio krenuti prema Jeruzalemu i Svetom grobu. Raymondov odnos s Eleonorom, njegovom nećakinjom, izazvao je skandalozne glasine. Kada je Eleanor stala na ujakovu stranu u vezi s napadom na Alep, Luj ju je stavio pod kućni pritvor i odveo sa svojom vojskom u Jeruzalem. Raymond je sa znatno slabijom vojskom sam krenuo na Alep. Ubijen u bitci kod Inaba, 29. lipnja 1149.
Rene od Chatillona (engleski Reginald, Raynald ili Reynald of Châtillon, francuski Renaud de Châtillon) je došao u Svetu zemlju 1147. i stavio se prvo u službu jeruzalemskog kralja Baldvina III., a potom antiohijske kneginje Konstance, 1151. Konstanca, čiji je prvi suprug Raymond od Poitiersa poginuo 1149., zaljubila se u Renea i udala se 1153. Kao knez Antiohije, Rene je bio okrutan i nasilan. Prema latinskom patrijarhu Antiohije Aimeriju od Limogesa postupao je s nevjerojatnom okrutnošću kako bi iznudio novac od njega. Na poticaj bizantskog cara Manuela I. Komnena napao je armensku Ciliciju (današnja jugoistočna Anatolija), ali je nakon toga uspostavio mir s knezom Torosom II. i pridružio mu se u invaziji bizantskog Cipra. Manuel se osvetio 1159. kada je Rene morao postati njegov vazal. Sljedeće godine, muslimani su zarobili Renea i držali ga u zatočeništvu do 1176., kada se on vraća u Jeruzalem.
Godine 1163., Bohemund III. je dobio podršku u Antiohiji, preuzeo vlast i prognao svoju majku Konstancu, koja je ubrzo umrla. Bohemund III. poznat pod nadimcima Dijete ili Mucavac (engleski Bohemond the Child ili Stammerer, francuski  Bohémond le Bambe ili le Baube), rođen 1145.–1201. je bio sin Raymonda od Poitiersa i Konstance. Sljedeće godine pretrpio je poraz i zarobili su ga muslimani. Utjecaj bizantskog cara Manuela I. Komnena osigurao je Bohemonduvo rano puštanje iz zatočeništva. Godine 1180. napušta svoju drugu ženu, Teodoru Komnenu, Manuelovu nećakinju zbog stanovite Sibile zbog čega je izopćen. S prvom ženom, princezom Orguilleuseom, imao je dva sina, Raymonda i Bohemunda (budući Bohemund IV.). Raymond je umro 1197., ostavivši iza sebe sina Raymonda Rubena. Problem koji je okupirao posljednje godine vladavine Bohemunda III. bio je utvrditi hoće li ga naslijediti njegov unuk Raymond Ruben ili njegov mlađi sin Bohemund, koji je postao grof Tripolija 1187. Bohemund mlađi je želio silom prigrabiti vlasti i čak je protjerao svog oca oko 1199. Oslobođen je naporima Lava II., armenskog kralja milošću cara Henrika VI. pa je Bohemund stariji ponovno postao knez. Bohemund III. umro je 1201., a naslijedio ga je sin Bohemund IV.

### Pad kneževine
Bohemund IV. Jednooki (engleski Bohemond the One-Eyed, francuski Bohemond le Borgne) rođen 1175., mlađi sin Bohemunda III. i Orguilleuse, postao je grof Tripolija 1187. Naslijedio je oca u kneževini Antiohiji, 1201., isključujući iz nasljedstva svog nećaka Raymonda Rubena. Godine 1216. Raymond je postao knezom, dok je Bohemund bio na putu u Tripoliju, ali je svrgnut 1219. i umro je sljedeće godine. Bohemund je vladao u Antiohiji i Tripoliju do svoje smrti, 1233. Bohemund V., rođen 1198. bio je knez Antiohije i grof Tripolija od 1233. Sin Bohemunda IV. i njegove supruge Plaisance, naslijedio je svog oca 1233. i vodio borbu s Armenskim Kraljevstvom Cilicijom. Svojim prvim brakom iz 1225. s Alisom, udovicom ciparskog kralja Huge I., Bohemund V je za neko vrijeme povezao povijest Antiohije i Cipra. Spor s Armencima je riješen 1521. kada je brak Bohemundova sina, budućeg Bohemunda VI. i Sibile, kćeri armenskog kralja Hetuma I. konačno donio mir. Najviše je prebivao u Tripoliju, a Antiohijom je upravljalo gradsko vijeće.
Bohemund VI., rođen 1237., sin Bohemunda V. i Lucije, naslijedio je oca 1252. i utvrdio se u Antiohiji, napustivši Tripoli. U veljači 1258. stekao je priznanje svoga nećaka Huge II., ciparskoga kralja kao kralja Jeruzalema. Izgubivši Antiohiju, koju je 1268. zauzeo egipatski sultan Baibars, povukao se u Tripoli. Tako je pala najbogatija i najstarija križarska država. Umro je 1275. Bohemund VII., grof Tripolija od 1275. do 1287. Sin Bohemunda VI. i Sibile, sestre armenskog kralja Lava III. Postao je grofom Tripolija 1275., a majka mu je postala regent. Imao je problema s templarima koji su se utvrdili u Tripoliju. Uzalud je pokušavao ponovno osvojiti Antiohiju, nakon smrti sultana Baibarsa (1277.), koji ju je 1268. preoteo od Bohemundova oca. U samoj godini svoje smrti (1287.) izgubio je Laodiceju (današnju Latakiju u Siriji), koju je zauzeo egipatski sultan, Baibarsov nasljednik Al-Said Barakah. Dvije godine nakon Bohemundove smrti i Tripoli je pao pod vlast egipatskog sultana.

## Poveznice
- Križarske države
- Jeruzalemsko kraljevstvo
- Prvi križarski rat
- Manuel I. Komnen